# Thoracocharax securis
Thoracocharax securis är en fiskart som först beskrevs av De Filippi, 1853.  Thoracocharax securis ingår i släktet Thoracocharax och familjen Gasteropelecidae. Inga underarter finns listade i Catalogue of Life.